# John McCone
John Alexander McCone (4 de enero de 1902-14 de febrero de 1991) fue un empresario y político de Estados Unidos que se desempeñó como Director de la Agencia Central de Inteligencia (CIA) durante la Guerra Fría.

## Biografía
McCone nació en San Francisco, California y se graduó en la Universidad de Berkeley en 1922 con un B.S. en Ingeniería Mecánica. Fue un destacado empresario industrial y se desempeñó también como funcionario público. Fue presidente de la Comisión de Energía Atómica de Estados Unidos (1958 - 1961) y Director de la Agencia Central de Inteligencia (CIA) (1961 - 1965). 
Jugó un papel clave en la crisis de los misiles, a pesar de ser el único republicano en el Consejo Nacional de Seguridad. En su telegrama conocido como "de la luna de miel" McCone sostiene que la CIA debía mantenerse alerta sobre la posibilidad de que la Unión Soviética pudiera instalar armas nucleares en Cuba, aun cuando los informes decían lo contrario, lo que finalmente probó ser correcto.
McCone renunció a la CIA en abril de 1965 debido a su mala relación con el presidente Lyndon B. Johnson.
McCone falleció el 14 de febrero de 1991 de un paro cardíaco en su domicilio en Pebble Beach, California a los 89 años.